# Lierne (Architektur)

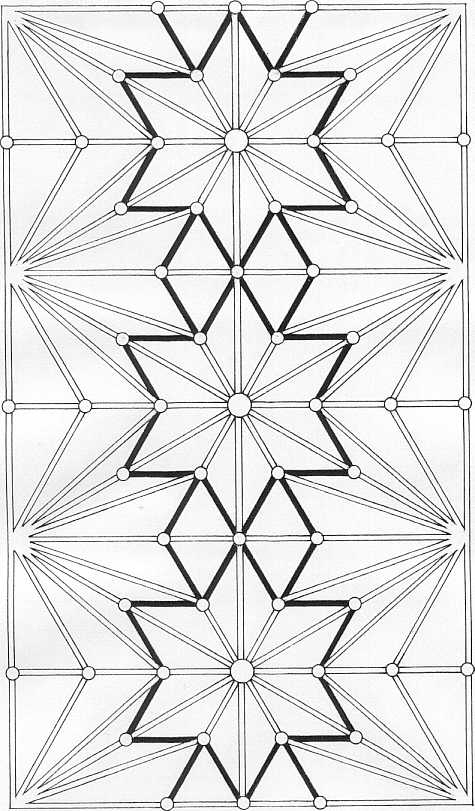
Skizze der Liernen der Kathedrale von Ely; die Liernen sind schwarz eingezeichnet

Eine Lierne bezeichnet eine kurze Nebenrippe des Kreuzgewölbes, welche die Eckpunkte des Gewölbejochs, d. h. die Gewölbekämpfer nicht berührt.

## Liernen im Gewölbebau

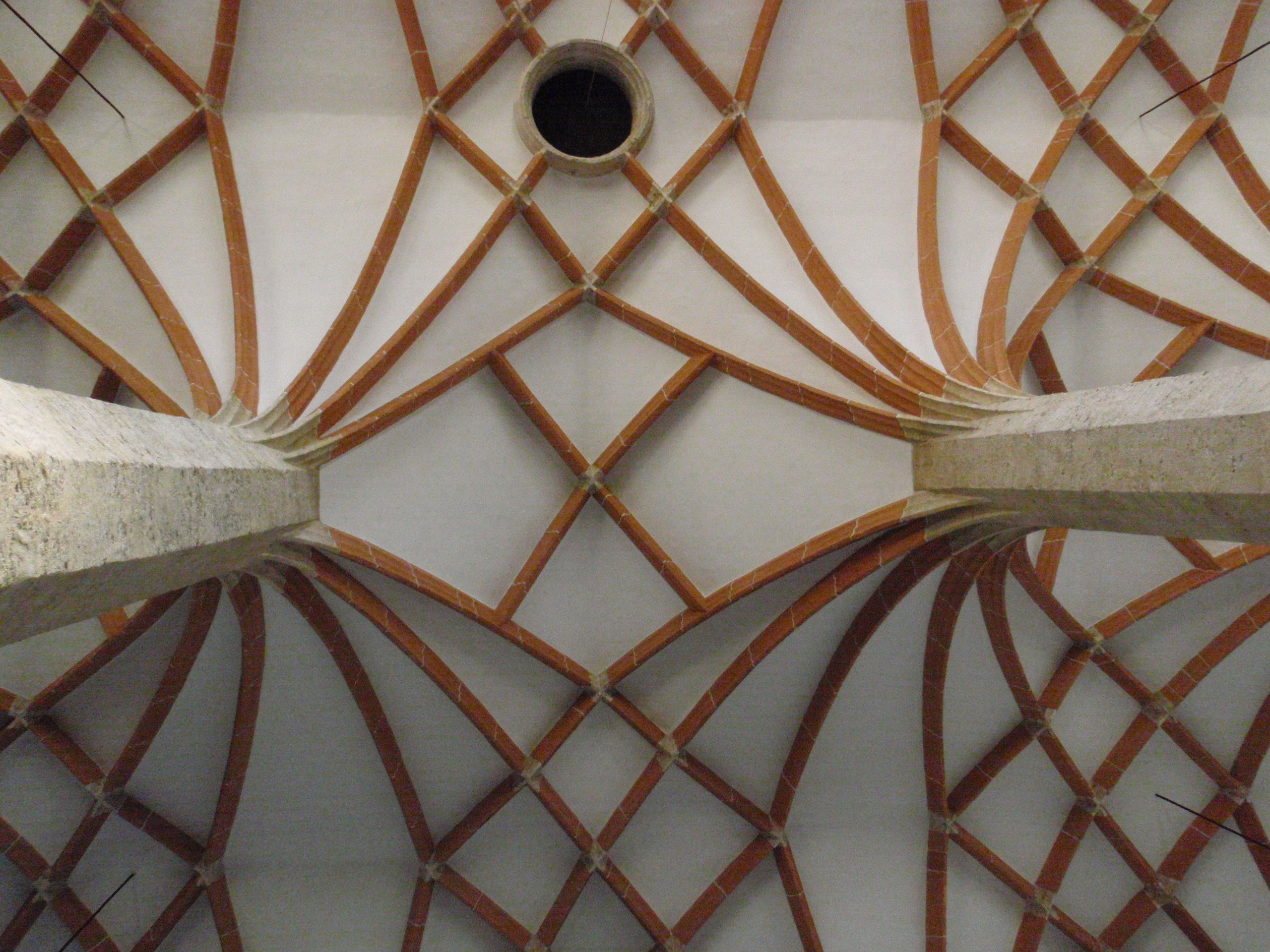
Liernen (Mitte) am spätgotischen Netzgewölbe der Pfarrkirche St. Oswald in Sankt Oswald-Möderbrugg (Steiermark).

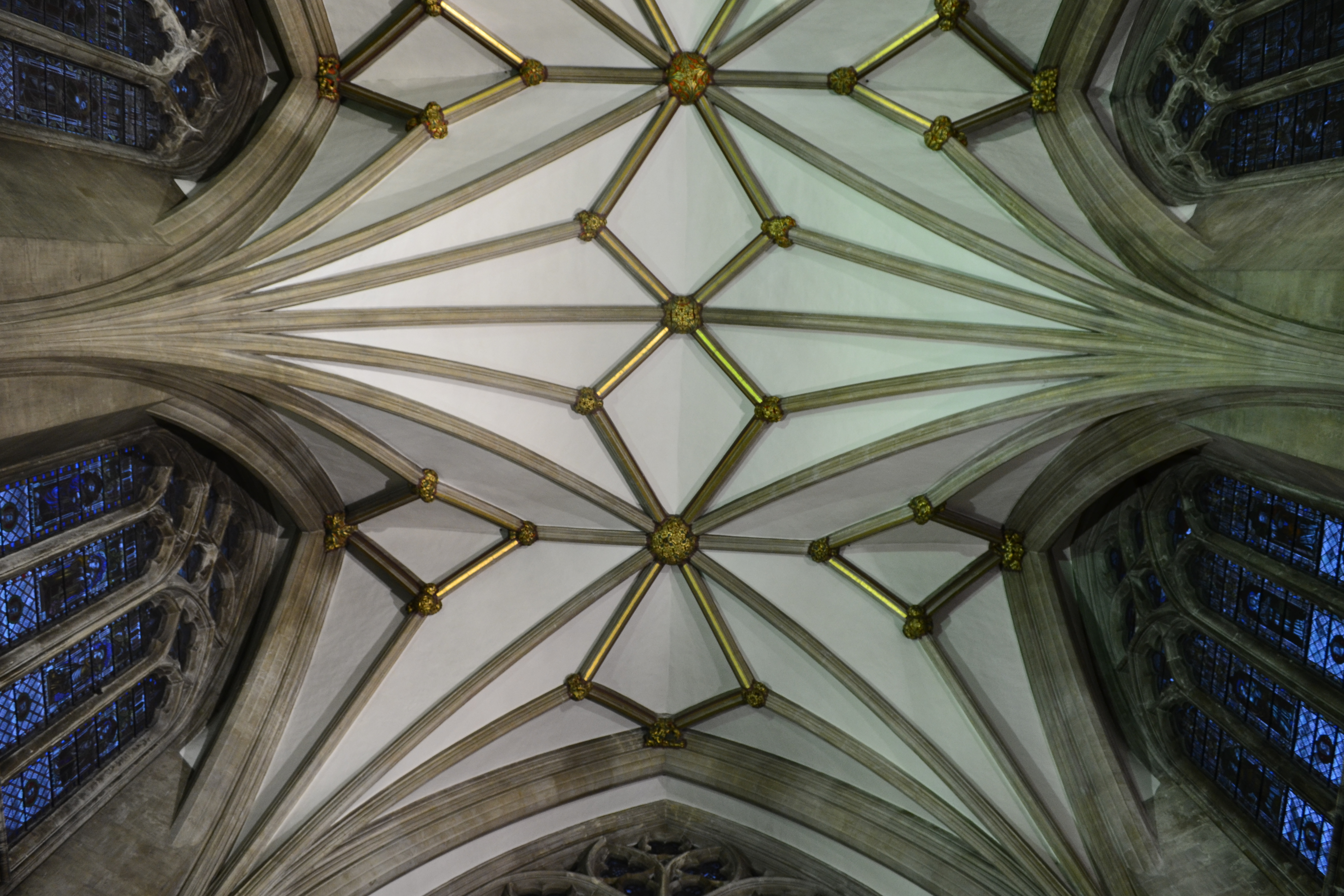
Liernen am Gewölbe der Kathedrale von Bristol, welche die tiercerons und die zentralen Schlusssteine verbinden.

Die aus dem französischen lierne (vmtl. aus lier, für ‚binden‘) entlehnte Lierne kann den Scheitelpunkt des Gewölbes, den Gewölbeschlussstein, berühren, was häufig an spätgotischen Sterngewölben zu sehen ist und auch von Eugène Viollet-le-Duc (1814–1879) in seinem Dictionnaire raisonné ausgeführt wurde. Eine Lierne kann auch nur die von den Gewölbekämpfern ausgehenden Gewölberippen miteinander verbinden, ohne auf den zentralen Punkt des Gewölbejochs zu treffen. Solche Nebenrippen befinden sich vielfach an Netz- und Fächergewölben, charakteristisch insbesondere für die englische Gotik.
Die Liernen unterscheiden sich von den im Französischen und Englischen tiercerons genannten Nebenrippen, indem sie nicht vom Gewölbekämpfer aus verlaufen.

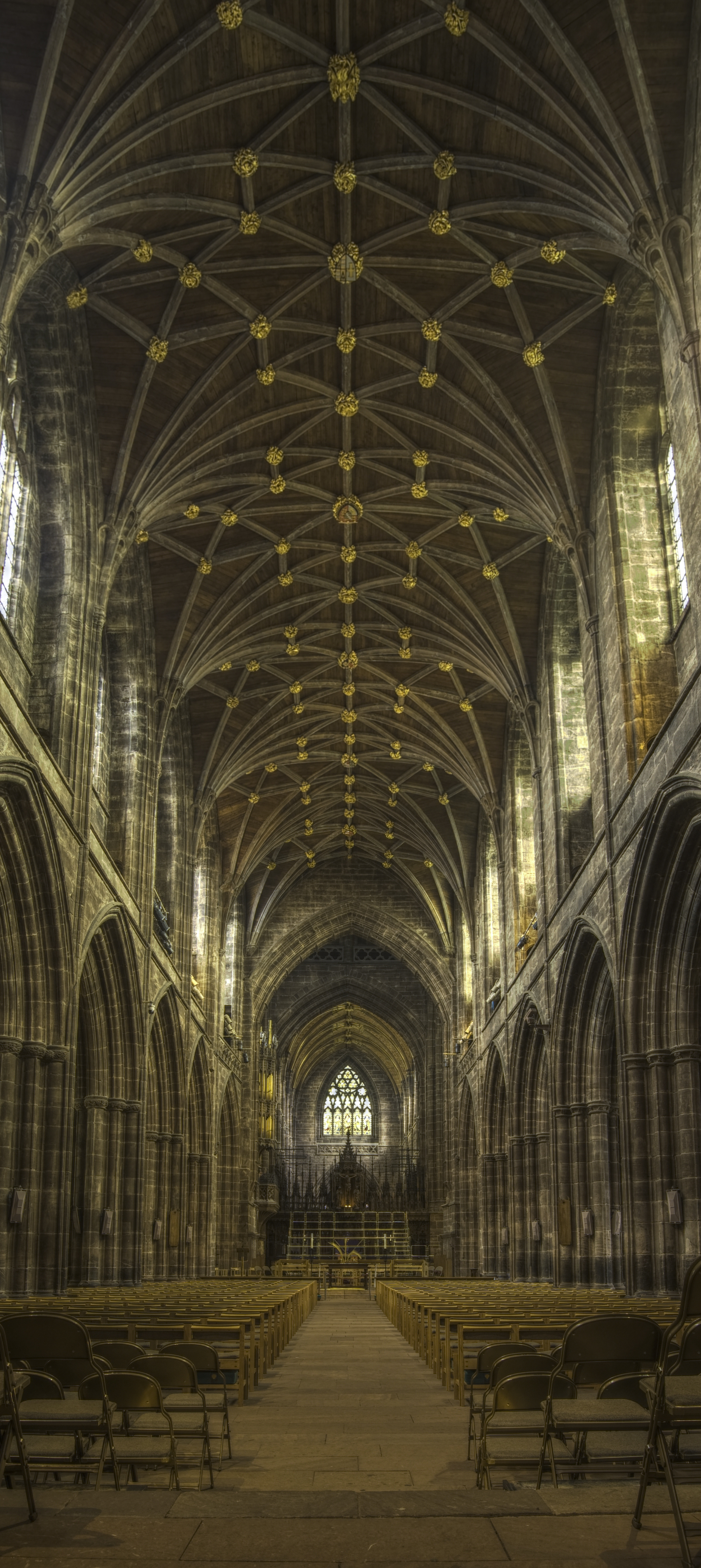
Gewölbe mit Liernen im Kirchenschiff der Kathedrale von Chester
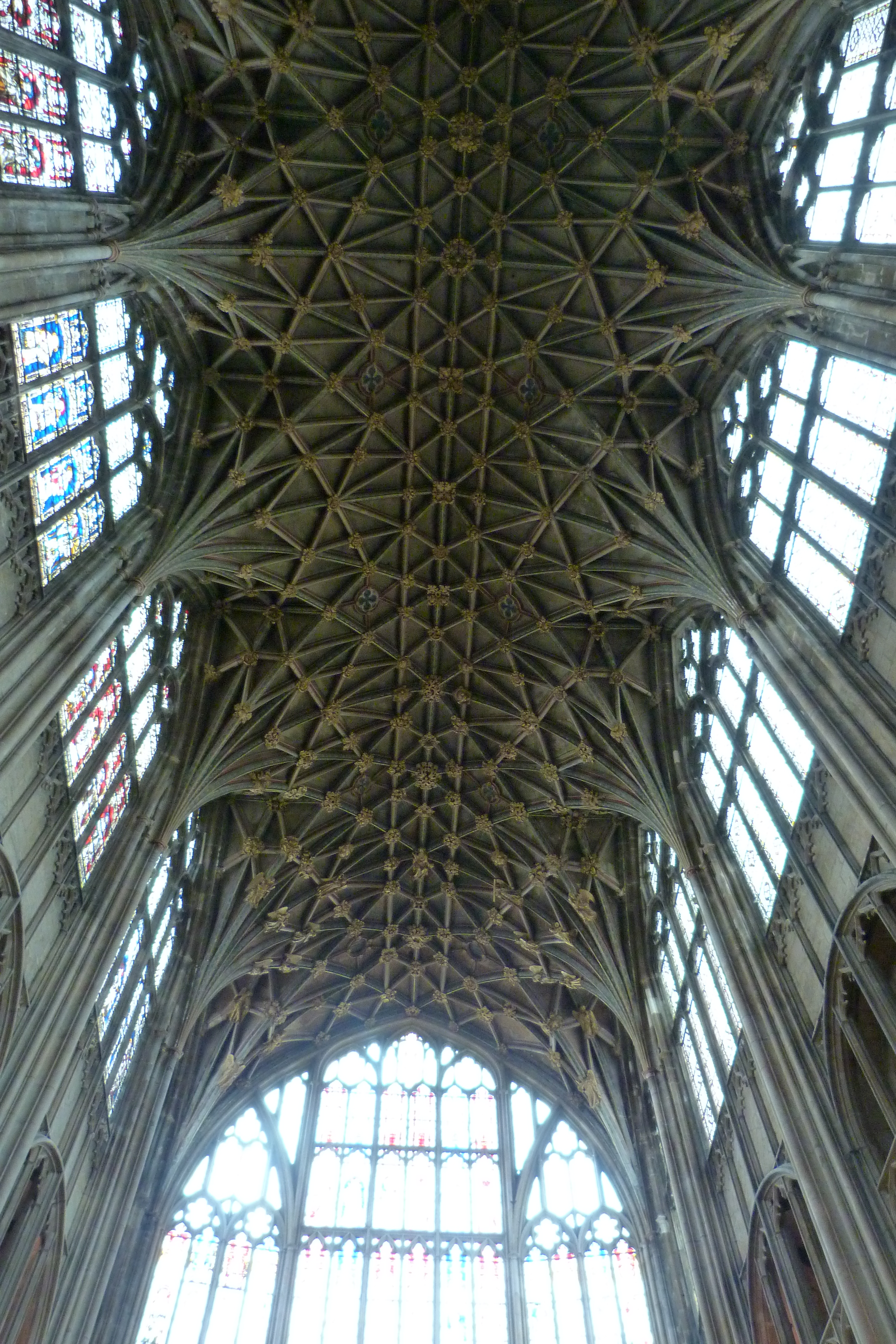
Der östliche Teil der Kathedrale von Gloucester mit rechtwinkligem Liernen-Gewölbe
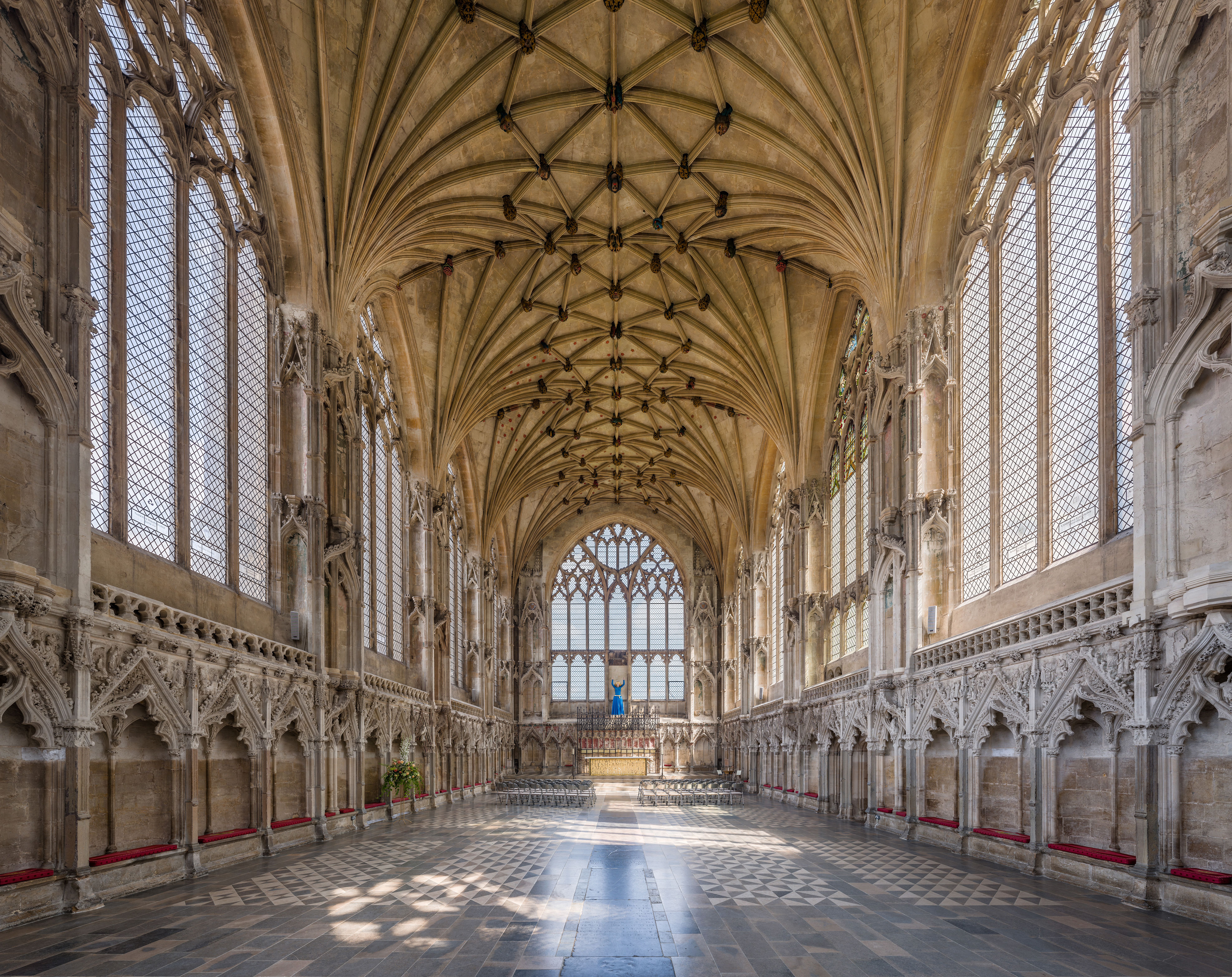
Marien-Kapelle der Kathedrale von Ely in Ely, Cambridgeshire

## Liernen in Bohlendächern
Der französische Hofarchitekt Philibert de l’Orme bezeichnete im 16. Jahrhundert die Längsverbinder-Riegel der von ihm erfundenen Bohlendächer als Liernen (frz. liernes).